# Пласан-Саса
Пласан-Саса (івр. פלסן סאסא, англ. Plasan) — ізраїльська оборонна компанія, заснована в 1985 році. Спеціалізується на розробці та виготовленні броні для легких військових колісних машин і бронетранспортерів, літаків, вертольотів, кораблів і цивільних броньованих автомобілів, а також засобів індивідуального бронезахисту.
«Пласан» є приватною компанією, що належить кібуцу Саса (верхня Галілея на півночі Ізраїлю), що включає близько 100 сімей і є третім за прибутковістю кібуцем в країні. Станом на 2017 рік штат компанії нараховував близько 1300 співробітників, у тому числі 650 у США та 180 у Франції.
Основними замовниками продукції «Пласан» є армія США, збройні сили Ізраїлю та ізраїльська поліція. Броні від «Пласан» широко використовується на американських військових машинах MRAP. Крім того, компанія також продає свої товари поліцейським та прикордонним службам по всьому світу.
У 2006 році «Пласан» придбала виробництво автомобільних запчастин Vermont Composite в Беннінгтоні, заснувавши Plasan USA, Incorporated (у 2008 році компанія була перейменована в Plasan Carbon Composites). Армовані вуглецевим волокном пластикові деталі кузова виготовляються серед інших для Chevrolet Corvette, Dodge Viper SRT10 і Ford Mustang.
У 2007 році «Пласан» придбала 45 відсотків французької групи LSI, до якої входять компанії AMEFO та Bérard. AMEFO виробляє, серед іншого, броню для французьких військових транспортних засобів (наприклад, Panhard VBL), а Bérard спеціалізується на обробці листового металу.
У травні 2017 року «Пласан» та її головний виконавчий директор Дані Зів отримали нагороду Red Ball Express від Національної оборонної промислової асоціації.
У березні 2023 року «Пласан» оголосила про свій намір створити місцеву дочірню компанію в Австралії під назвою «Plasan-Australia».

## Продукція
Машини з броньованими кузовами, розробленими та виготовленими компанією Plasan.
Військові:
- DAF Tropco
- HMMWV M1114GR і M1118GR (виробництво за ліцензією AM General Corporation)
- International MaxxPro
- International MXT-MVA
- Joint Light Tactical Vehicle
- Freightliner M-915 (виробництво за ліцензією)
- Lockheed Martin AVA-1
- Mack Granite
- Mahindra Rakshak
- Medium Tactical Vehicle Replacement[en]
- Oshkosh M-ATV
- Plasan Sand Cat (на шасі Ford серії F)
- Plasan Guarder[en] (на шасі MAN SE)
- Thales Hawkei

Броньовані цивільні спецмашини:
- Jeep Cherokee
- Land Rover Defender
- Nissan Navara
- Toyota Land Cruiser
- VW Transporter

Крім того, «Пласан» виготовляє бронежилети і тактичні щити.

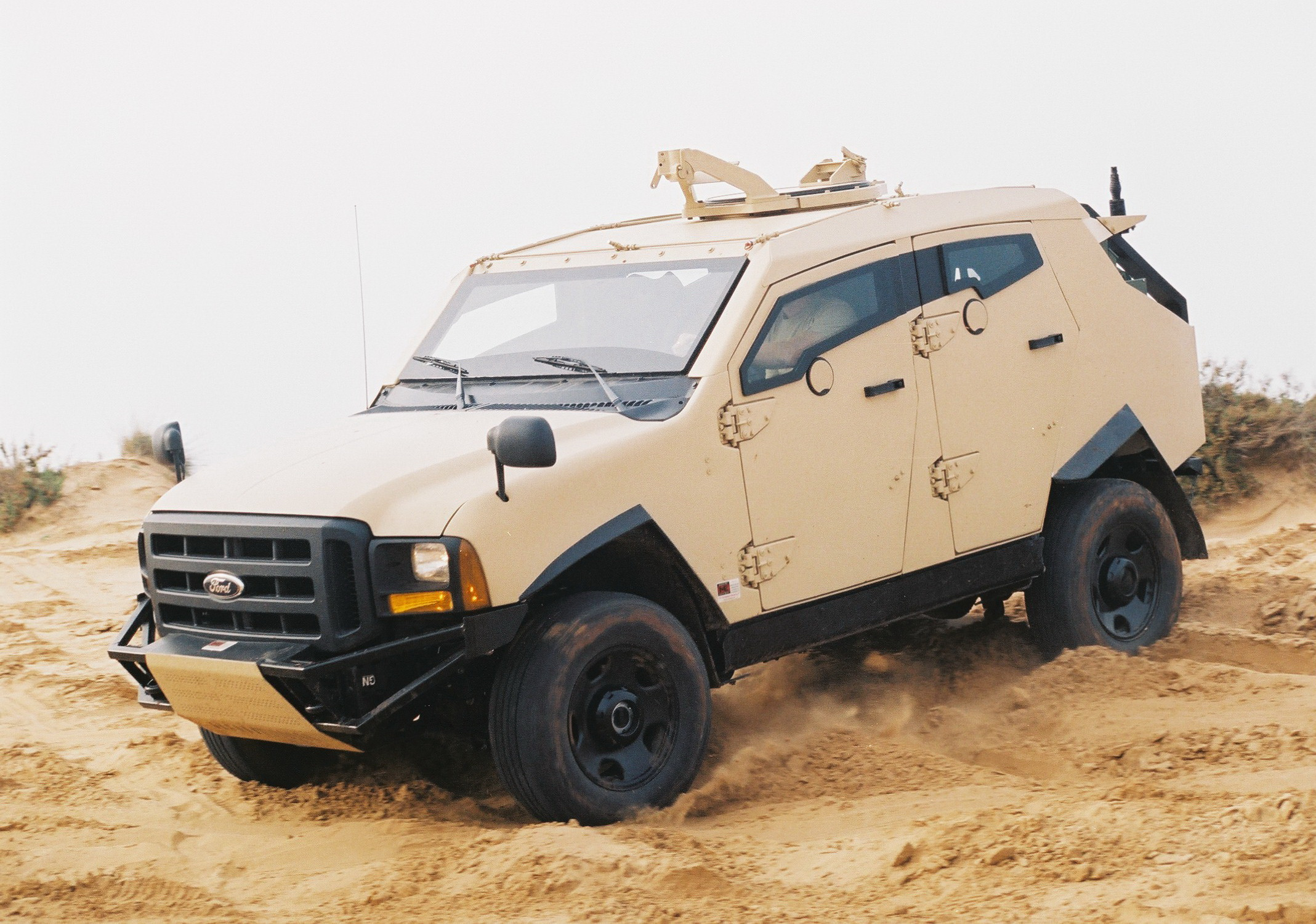
Plasan Sand Cat
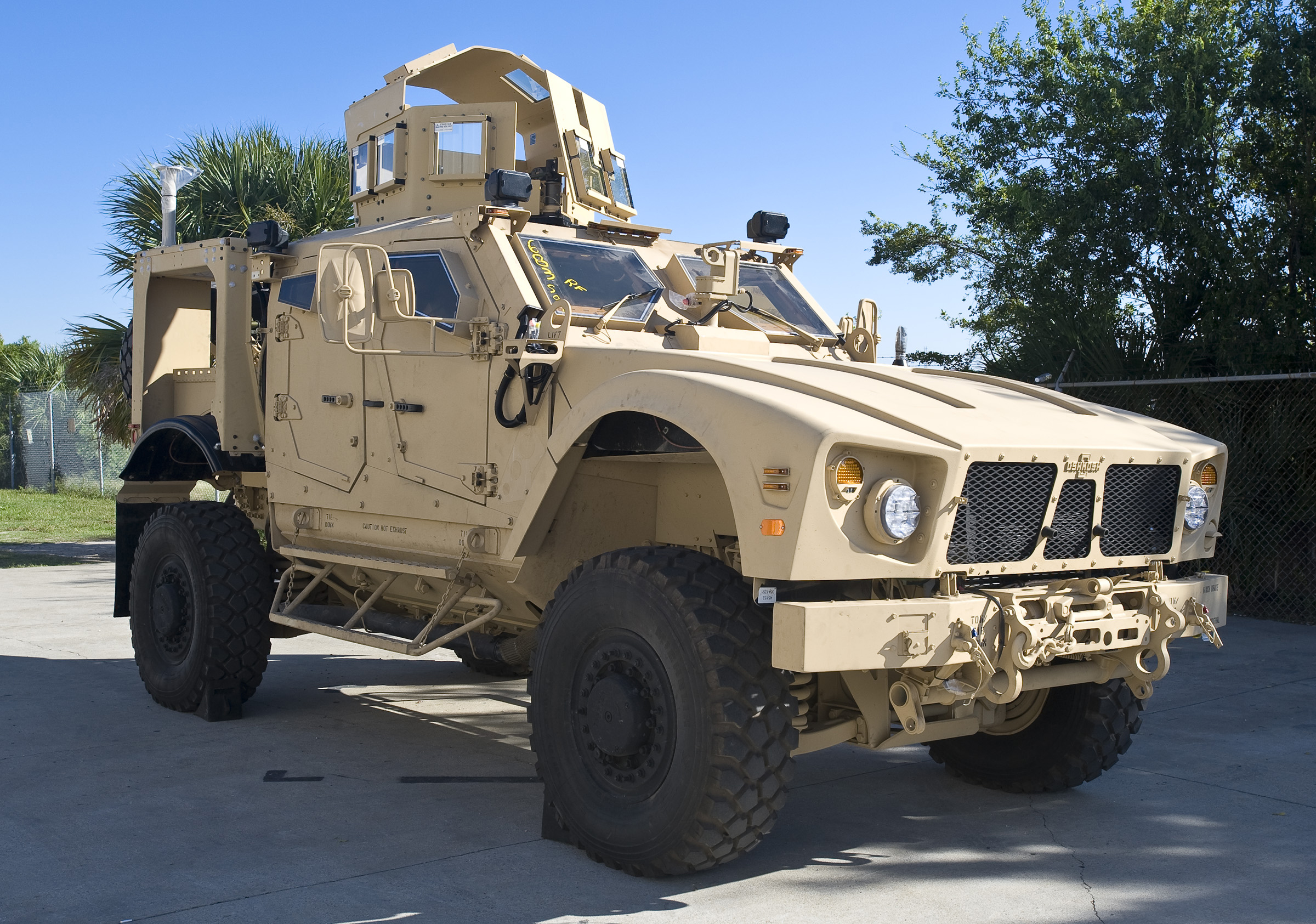
Oshkosh M-ATV
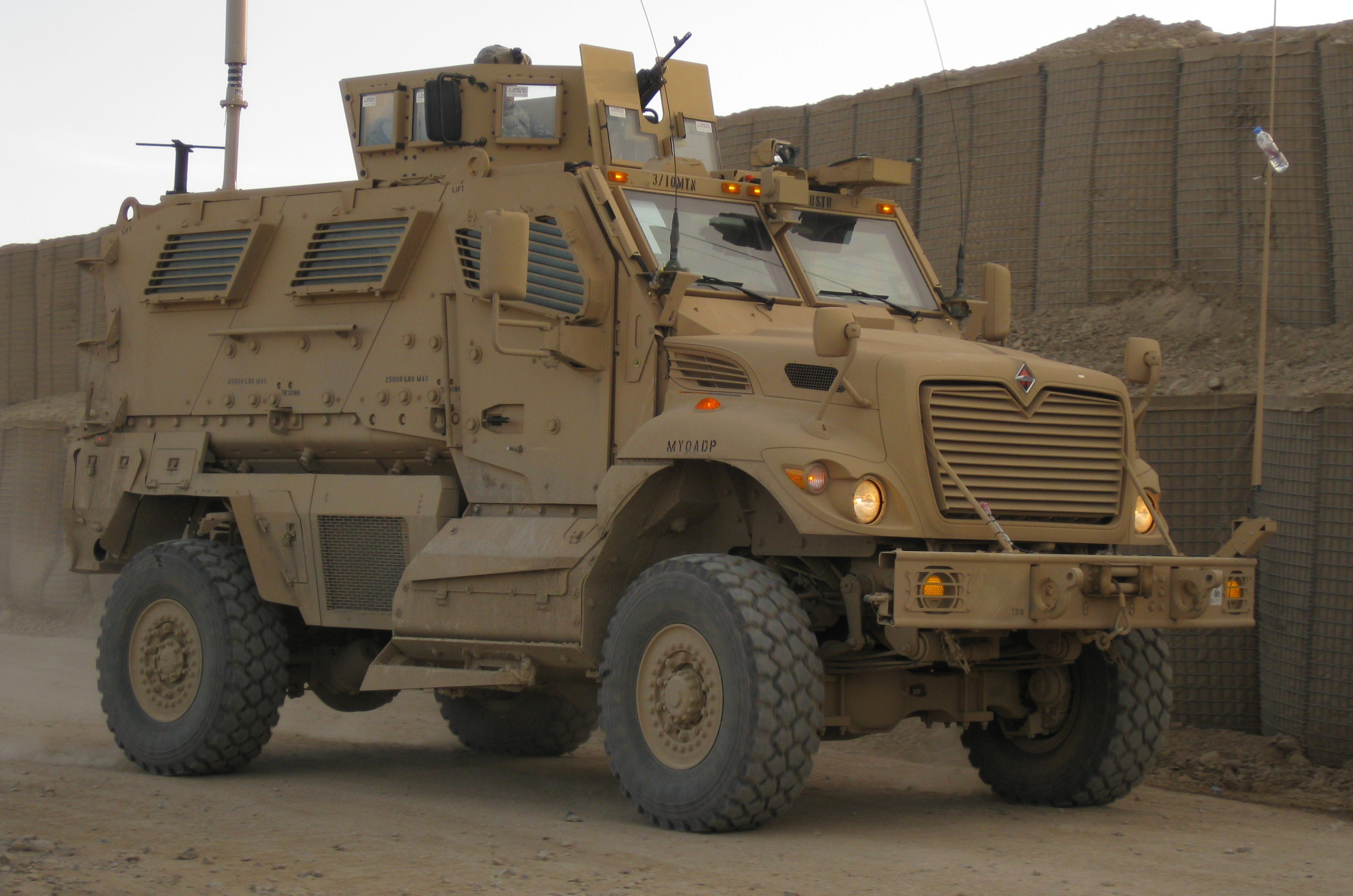
Navistar MaxxPro Dash
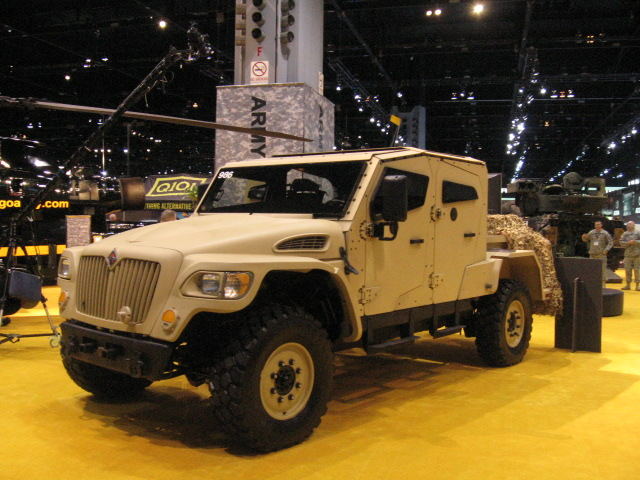
MXT-MVA
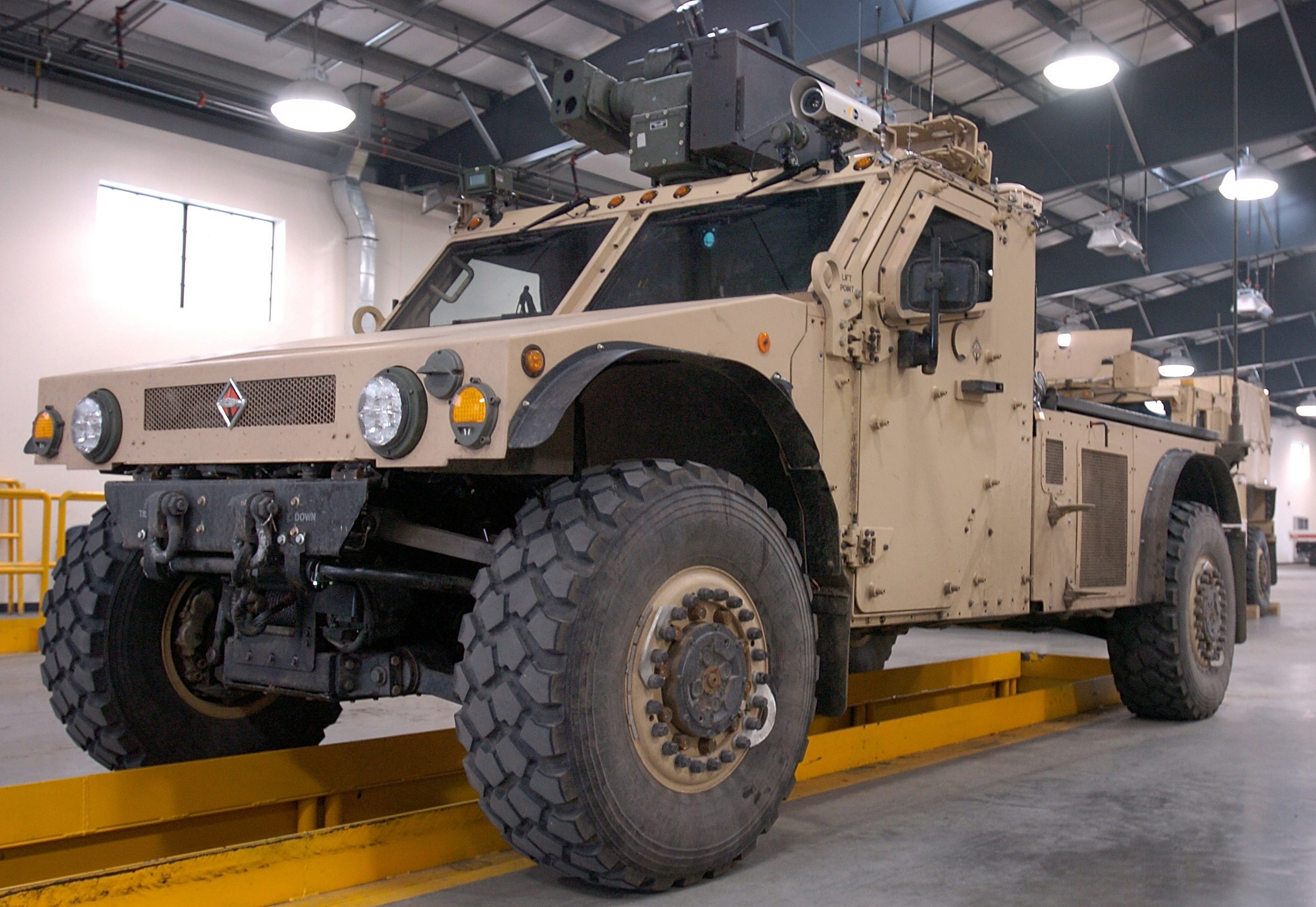
Future Tactical Truck Systems
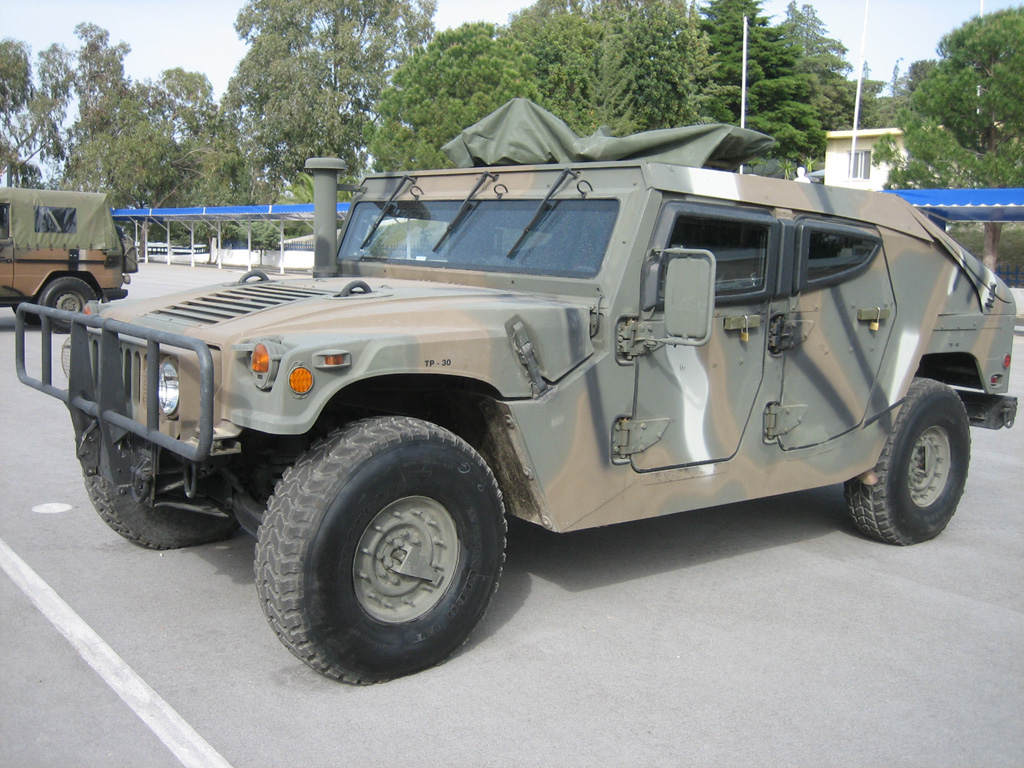
M1114GR
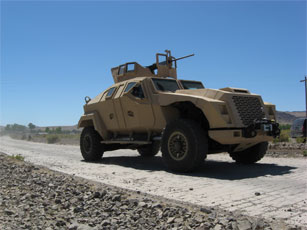
Joint Light Tactical Vehicle
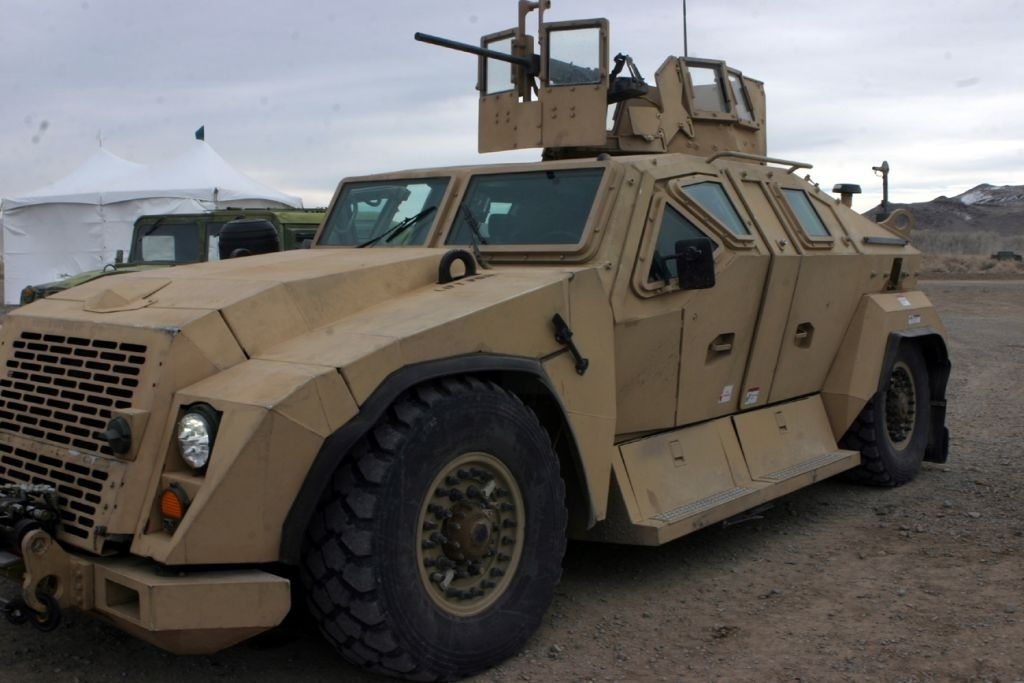
Combat Tactical Vehicle
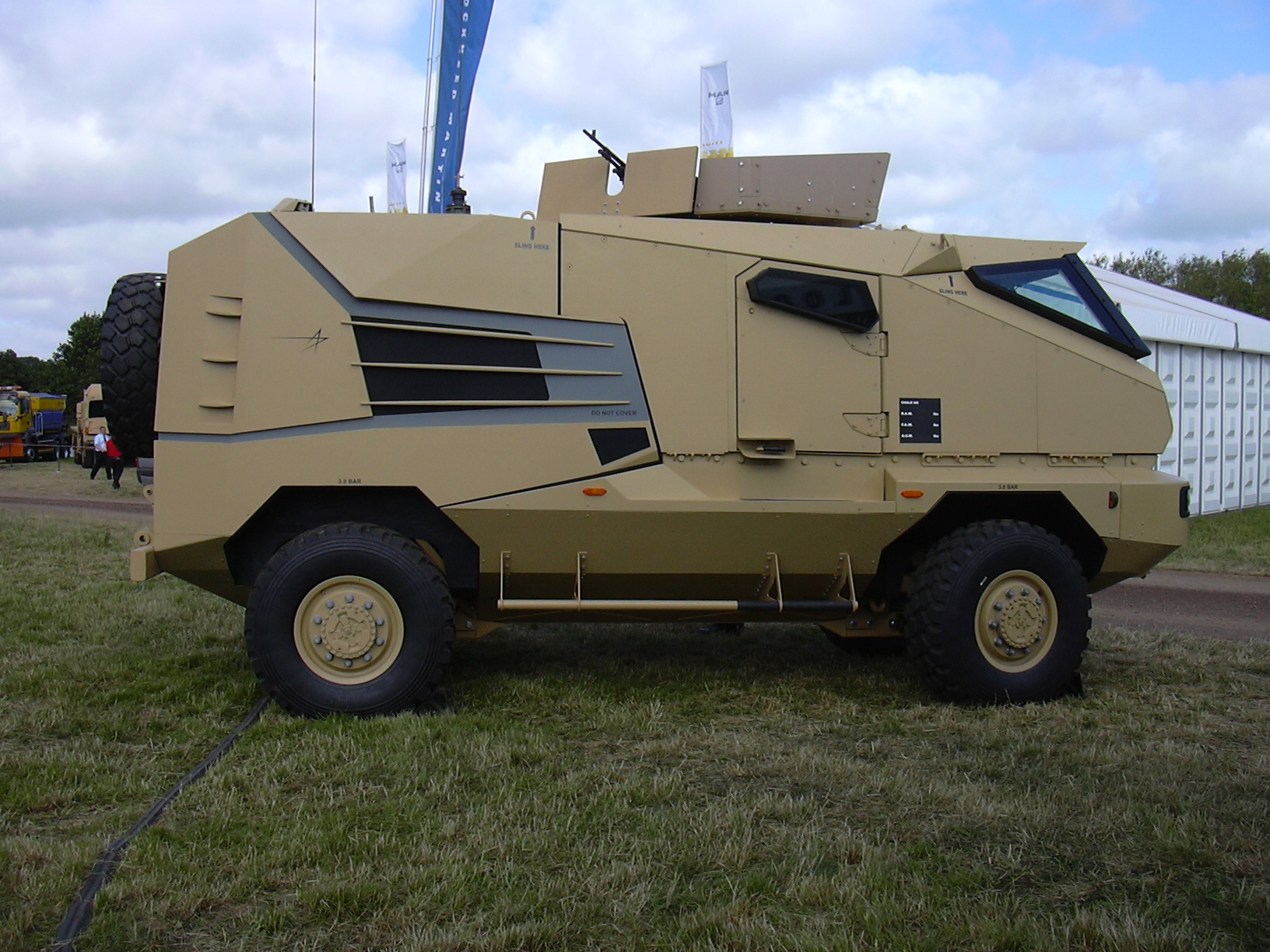
Lockheed Martin AVA-1

## Виноски
1. 1 2  
Israeli Company, Hurt by U.S. Troop Withdrawal From Iraq, Pivots and Returns to Profit (англ.). Га-Арец. 19 травня 2017. Архів оригіналу за 15 серпня 2020. Процитовано 12 травня 2024.
2. ↑  
Plasan Sasa Acquires 45% of LSI (PDF) (англ.). Plasan Sasa. Архів оригіналу (pdf) за 29 жовтня 2007.
3. ↑  
Plasan from Israel to establish defence company in Australia (англ.). Army Recognition. 13 березня 2023. Процитовано 12 травня 2024.{{cite web}}:  Обслуговування CS1: Сторінки з параметром url-status, але без параметра archive-url (посилання)